# Ottavio Dazzan
Ottavio Dazzan (también conocido como Octavio Dazzan; Quilmes, Argentina, 2 de enero de 1958-Quilmes, 16 de enero de 2024) fue un deportista italo-argentino que compitió en ciclismo en la modalidad de pista, especialista en las pruebas de velocidad individual y keirin.
Empezó compitiendo por su país natal y obtuvo una medalla de plata en los Juegos Panamericanos de 1975, en la prueba de velocidad individual. Posteriormente, se nacionalizó italiano y ganó seis medallas en el Campeonato Mundial de Ciclismo en Pista entre los años 1983 y 1988.
Participó en los Juegos Olímpicos de Moscú 1980, ocupando el octavo lugar en la prueba de velocidad individual.
Falleció de un infarto cardíaco a los 66 años.

## Medallero internacional
| Representando a Argentina |                           |                   |                          |
| Juegos Panamericanos      |                           |                   |                          |
| Año                       | Lugar                     | Medalla           | Competición              |
| 1975                      | Ciudad de México (México) | Medalla de plata  | Velocidad individual     |
| Representando a Italia    |                           |                   |                          |
| Campeonato Mundial        |                           |                   |                          |
| Año                       | Lugar                     | Medalla           | Competición              |
| 1983                      | Zúrich (Suiza)            | Medalla de bronce | Velocidad individual (P) |
| 1984                      | Barcelona (España)        | Medalla de plata  | Velocidad individual (P) |
| 1984                      | Barcelona (España)        | Medalla de plata  | Keirin (P)               |
| 1985                      | Bassano (Italia)          | Medalla de plata  | Keirin (P)               |
| 1985                      | Bassano (Italia)          | Medalla de bronce | Velocidad individual (P) |
| 1988                      | Gante (Bélgica)           | Medalla de plata  | Keirin (P)               |